# La Flûte magique

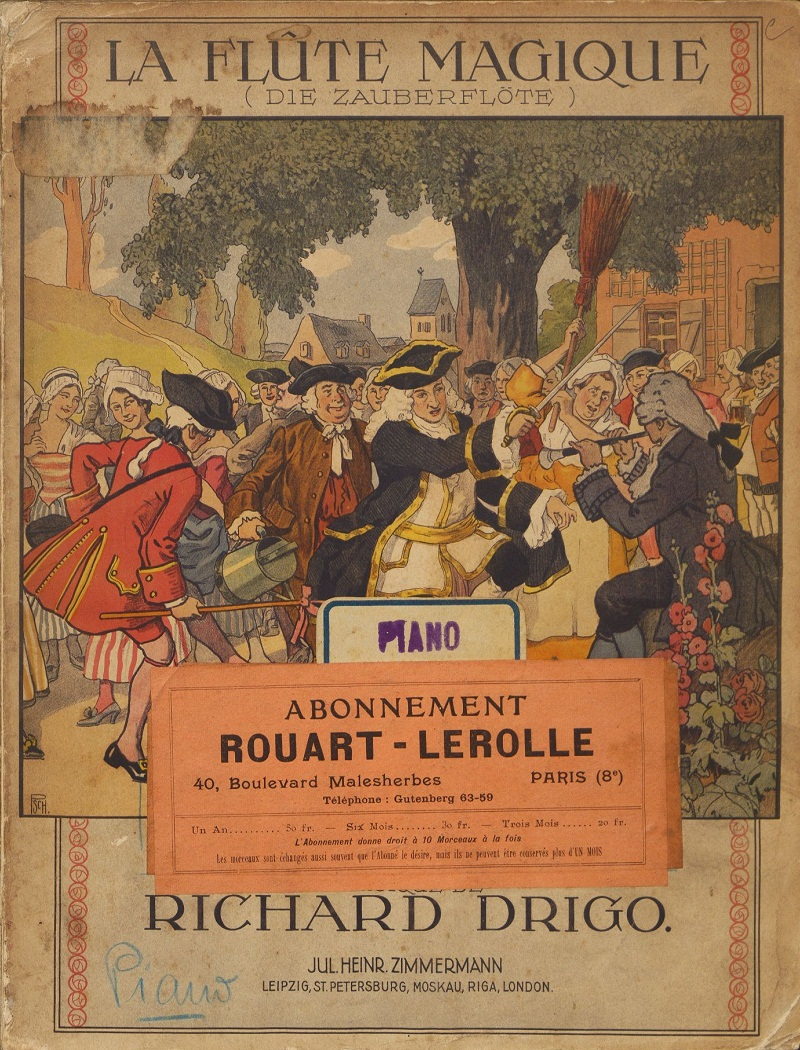
Titelblatt zum Klavierauszug von Drigos La flute magique

La Flûte magique (Die magische Flöte (oder „Die Zauberflöte“); russisch: Волшебная флейта, (= Wolschebnaja Fleita); englisch: The Magic Flute; spanisch: La flauta mágica) ist ein komisches Ballett (Ballet comique) in einem Akt zur Originalmusik von Riccardo Drigo, das zum ersten Mal am 10. März 1893 in Sankt Petersburg aufgeführt wurde. Die Choreografie der Urfassung schuf Lew Iwanow.
Der englische Titel The Magic Flute sollte nicht verwechselt werden mit einigen neueren Ballett-Kreationen, z. B. von Maurice Béjart (Brüssel, 1981) oder von Stephen Mills, die inhaltlich und musikalisch auf Mozarts Singspiel Die Zauberflöte (franz.: La Flûte enchantée !) basieren.

## Inhalt
Der Ausgangspunkt der Handlung erinnert etwas an La Fille mal gardée: Die Geschichte spielt in einem französischen Dorf des 18. Jahrhunderts und dreht sich um das junge Liebespaar Lise und Luc (oder Lucas). Lises Eltern lehnen jedoch Luc als Partner ihrer Tochter ab und wollen sie stattdessen mit einem reichen, aber lächerlichen älteren Marquis verheiraten.

Als sich alle zurückgezogen haben, taucht im Dorf ein armer alter Bettelmönch auf – hinter dem sich in Wahrheit der verkleidete Elfen-König Oberon verbirgt. Nachdem der gutmütige Luc diesem geholfen und ihm sein letztes Geld gegeben hat, schenkt der Alte ihm zum Abschied eine magische Flöte, mit der es eine besondere Bewandtnis hat: wenn man auf dem Instrument spielt, beginnen automatisch alle Menschen zu tanzen. Nachdem Luc mit seiner Flöte eine Menge Verwirrung gestiftet hat, wird er verhaftet und zum Tode verurteilt. Doch da erscheint der alte Mönch wieder und verwandelt sich in seine wahre Gestalt als Oberon. Er klärt Alles auf und sorgt dafür, dass Luc frei gelassen wird und doch noch seine geliebte Lise heiraten darf. Zur Feier tanzt das glückliche Paar gemeinsam mit seinen Freunden und den Dorfbewohnern.

## Aufführungsgeschichte
Es hatte bereits zuvor zwischen 1818 und 1878 einige Ballette mit einer ähnlichen Handlung gegeben, unter anderem von Fortunato Bernadelli, von André Pautret (1820, Havanna) und von Alexei Bogdanow. In Auguste Bournonvilles Ballett Kirmes in Brügge (1852; Musik: H. S. Paulli) kommt eine verzauberte Gambe vor, die ebenfalls in Allen einen Tanzzwang auslöst und am Ende mehreren Figuren das Leben rettet.

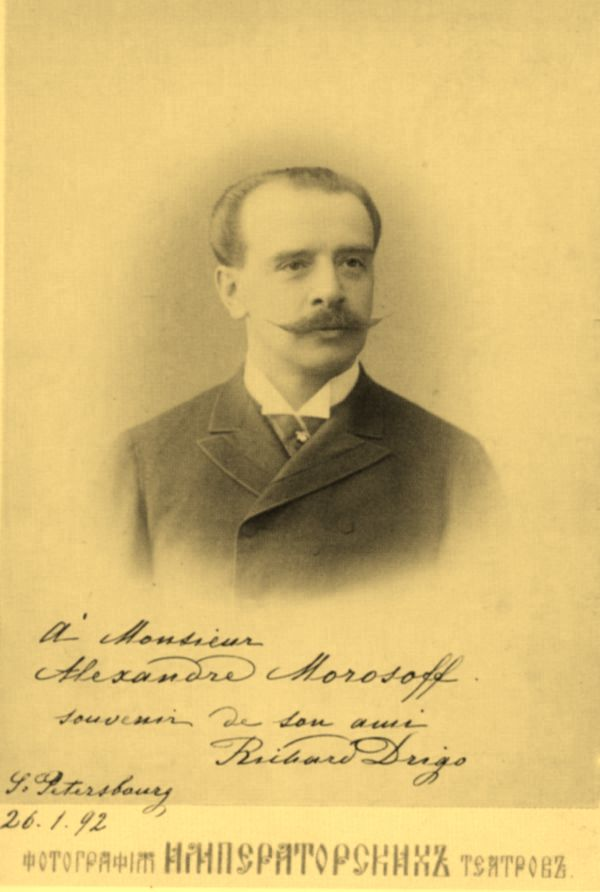
Riccardo Drigo, 1892

Die Uraufführung von Drigos und Iwanows La Flûte magique war eine Produktion der kaiserlichen Ballettschule von Sankt Petersburg und die später berühmten Darsteller daher noch in kindlichem oder jugendlichem Alter: die Tänzer der beiden Hauptrollen, Michail Fokine (Luc) und Stanislawa Belinskaja (Lise), waren erst 13 Jahre alt; in anderen Rollen tanzten die 14-jährige Agrippina Waganowa und der 18-jährige Sergei Legat. Am 23. April 1893 wurde das Ballett ins Repertoire des Mariinski-Theaters übernommen, wofür Iwanow seine Choreografie weiter ausbaute und verfeinerte.
Die Partie der Lise gehörte zum Repertoire diverser bedeutender Ballerinen, darunter Anna Pawlowa, die sie zum ersten Mal am 19. Dezember 1901 am Mariinski-Theater tanzte, neben Nikolai Legat als Luc und Enrico Cecchetti als Marquis. Die Pawlowa hatte das Ballett auch später in ihrem Repertoire und tanzte es jahrelang auf ihren Welt-Tourneen, zum ersten Mal am 7. Oktober 1913 in London (zusammen mit Cecchetti) und einen Monat später, am 3. November, bereits an der Metropolitan Opera in New York. Anna Pawlowa brachte das Ballett auch nach Kuba, wo es seine Premiere am 13. Februar 1917 im Teatro Nacional (heute: Gran Teatro de La Habana) in Havanna hatte.
Auch George Balanchine tanzte in seiner Jugend am Mariinski-Theater sowohl die Rolle des Luc als auch den Marquis und behielt das Ballett in sehr positiver Erinnerung. Jahrzehnte später regte er daher seinen Schüler Peter Martins an, eine neue Choreografie zu Drigos Ballettmusik für die Schule des American Ballet zu kreieren. Martins’ Version hatte ihre Premiere am 9. Mai 1981 im The Juilliard Theater und wurde am 21. Januar 1982 zum ersten Mal auch vom New York City Ballet im New York State Theater aufgeführt. Es wurde auch ein Film von dieser Version gedreht, mit Heather Watts als Lise und Ib Andersen als Luc.
Die legendäre kubanische Tänzerin und Choreografin Alicia Alonso schuf ebenfalls eine neue Version von La Flûte magique (spanisch: La flauta mágica) für das Nationalballett in Havanna (Kuba); die Premiere war 2007 (?) im Gran Teatro de La Habana, und das Ballett blieb weiterhin im Repertoire der Kompanie.
Drigos geistreiche Musik wurde 1987 von Richard Bonynge mit dem Orchester des Royal Opera House Covent Garden eingespielt.

## Aufnahme
- Riccardo Drigo: La Flûte magique (urspr. zusammen mit Minkus/Delibes: La Source; später wiederveröffentlicht auf CD Nr. 9 der 10-teiligen CD-Box Fête du Ballet), mit dem Orchestra of the Royal Opera House Covent Garden, Dir.: Richard Bonynge (Decca, 1988; CD)

## Film
- Riccardo Drigo (Orchestr.: Robert Irving): The Magic Flute (Komplettes Ballett, Version von Peter Martins 1983), mit Heather Watts (Lise), Ib Andersen (Luc), Douglas Hay (Marquis) u. a., New York City Ballet & Orchestra, Dir.: Robert Irving (+ Interview mit P. Martins zur Entstehung seiner Produktion)